# Vecam
Vecam est une association, créée en 1995, qui analyse les grandes questions sociétales liées aux technologies de l’information et de la communication, promeut des usages solidaires et citoyens du numérique et explore les alternatives ouvertes par les communs, notamment les communs de la connaissance.
En 2021, l'association entame son processus de dissolution après 25 ans d'existence.

## Histoire

### Fondation
L’association a été fondée à l’initiative de la revue Transversales Sciences Culture et la Fondation Charles Léopold Mayer,, autour de deux objectifs affichés dans sa déclaration initiale : éviter que les technologies de l’information et de la communication (TIC) ne constituent une source d’exclusion supplémentaire en favorisant leur appropriation par le plus grand nombre ; saisir les chances offertes par ces technologies « pour le renforcement du lien social et de la citoyenneté, le partage d’informations, d’idées et de pratiques… », favoriser la réflexion, les échanges et l'expérimentation sur l'appropriation de ces nouvelles possibilités techniques,,,.
Son acronyme, qui sera abandonné par la suite, signifie « Veille européenne et citoyenne sur les autoroutes de l’information et le multimédia ». Il sera remplacé successivement par les sous-titres « réflexion et action pour l’internet citoyen » puis « citoyenneté dans la société numérique ».
Jacques Robin et Véronique Kleck en ont été les initiateurs et les premières chevilles ouvrières.

### Grandes orientations
Dans un premier temps, l’association fonctionne comme un think tank citoyen et prospectif, réunissant les intellectuels francophones intéressés à ces questions, tels Joël de Rosnay, Pierre Levy, Paul Virilio, Franck Sérusclat, Alain Ambrosi… avant de se lancer dans des projets plus opérationnels.
L’activité de l’association se structure progressivement autour de quatre thématiques principales :
- le décryptage des mutations sociétales à l’œuvre avec l’irruption des TIC, que ce soit dans le champ politique, économique, social…
- l’inclusion numérique, aussi bien à l’intérieur des pays occidentaux que des pays du sud, inclusion entendue comme une appropriation des technologies susceptibles de contribuer à des projets d’empowerment individuel et collectif
- l’outillage numérique de la démocratie et de la citoyenneté active, notamment à l’échelle locale,
- de la de propriété intellectuelle à l’heure numérique aux communs de la connaissance

Ces activités se sont traduites pas des actions variées comme la co-organisation de séminaires de réflexion, rencontres, festivals aussi bien en France qu’à l’étranger ; la rédaction et/où la coordination de publications ; la contribution à l’émergence de réseaux citoyens internationaux ; des actions de plaidoyer ; des actions d’éducation populaire. C'est par exemple l'organisation,à partir de 1998, des Rencontres européennes sur la démocratie et le multimédia, à Parthenay, la réalisation d'une enquête pour la Fondation de France sur un état des lieux des initiatives, ou encore, à partir de 1999, l'organisation d'un concours Villes Internet. Parmi les publications, il peut être cité à titre d'illustration celle consacrée au numérique en Afrique, en 2009 : Réinventer le panafricanisme à l’ère du numérique.

### Essaimage
L’activité Villes Internet est devenue une association autonome à partir de 2002.
L’activité de documentation des communs « Remix the Commons » est une association autonome depuis 2018, mais qui conserve une forte proximité avec Vecam.

### Dissolution
En 2021, l'association entame son processus de dissolution après 25 ans d'existence. Néanmoins, cette dernière maintient son site web en ligne sous forme d'archive. Un rapport intitulé VECAM : 25 ans au service de l'internet citoyen est rédigé par Anne Bellon, chercheuse en sciences sociales et maîtresse de conférence à l'université de technologie de Compiègne, et mis à disposition sur le site de l'association.

## Organisation
Président.e.s[Quoi ?] de l’association :
- 1997 – 1999 Franck Sérusclat
- 2000 – 2002 Éric Favey
- 2003 – 2007 Claude Henry[14]
- Depuis 2008 (l'article de Libération indique 2004..) Valérie Peugeot[15],[16].

Délégué.e.s général.e.s[Quoi ?]:
- 1995 – 2000 Véronique Kleck
- 2000 – 2002 Florence Durand-Tornare et Valérie Peugeot
- 2002 – 2005 Frédéric Sultan et Valérie Peugeot
- 2005 – 2008 Frédéric Sultan
- depuis 2008 plus de salariés

Entre 2013 et 2016, deux membres de Vecam (Michel Briand et Valérie Peugeot) ont été membres du Conseil national du numérique. Ils se sont particulièrement investis dans la coproduction des rapports dédiés à la citoyenneté numérique, à l'éducation et au numérique et à la préparation de la loi pour une République numérique.

## Financement
L’association a été soutenue dès sa création et pendant de nombreuses années par la Fondation Charles Léopold Mayer. Elle a bénéficié, projet par projet de différentes subventions publiques, françaises, francophones et européennes. À partir de 2008, elle fait le choix de ne plus avoir de salariés et de ne chercher qu’exceptionnellement des subventions pour des projets limités dans le temps. L’association met à disposition sur son site internet son bilan et compte de résultat.

## Publications de Vecam (sélection)
- Réseaux humains, réseaux électroniques, de nouveaux espaces pour l’action collective, 2001, Éditions Charles Léopold Mayer.
- Enjeux de mots, Regards multiculturels sur les sociétés de l’information, 2004, C&F éditions.
- Pouvoir – Savoir, le développement face au bien commun de l’information et à la propriété intellectuelle, 2005, C&F éditions.
- Sciences & Démocratie, 2010, C&F éditions.
- Libres savoirs, Les biens communs de la connaissance, 2011, C&F éditions.